# Tabula Terre Nove

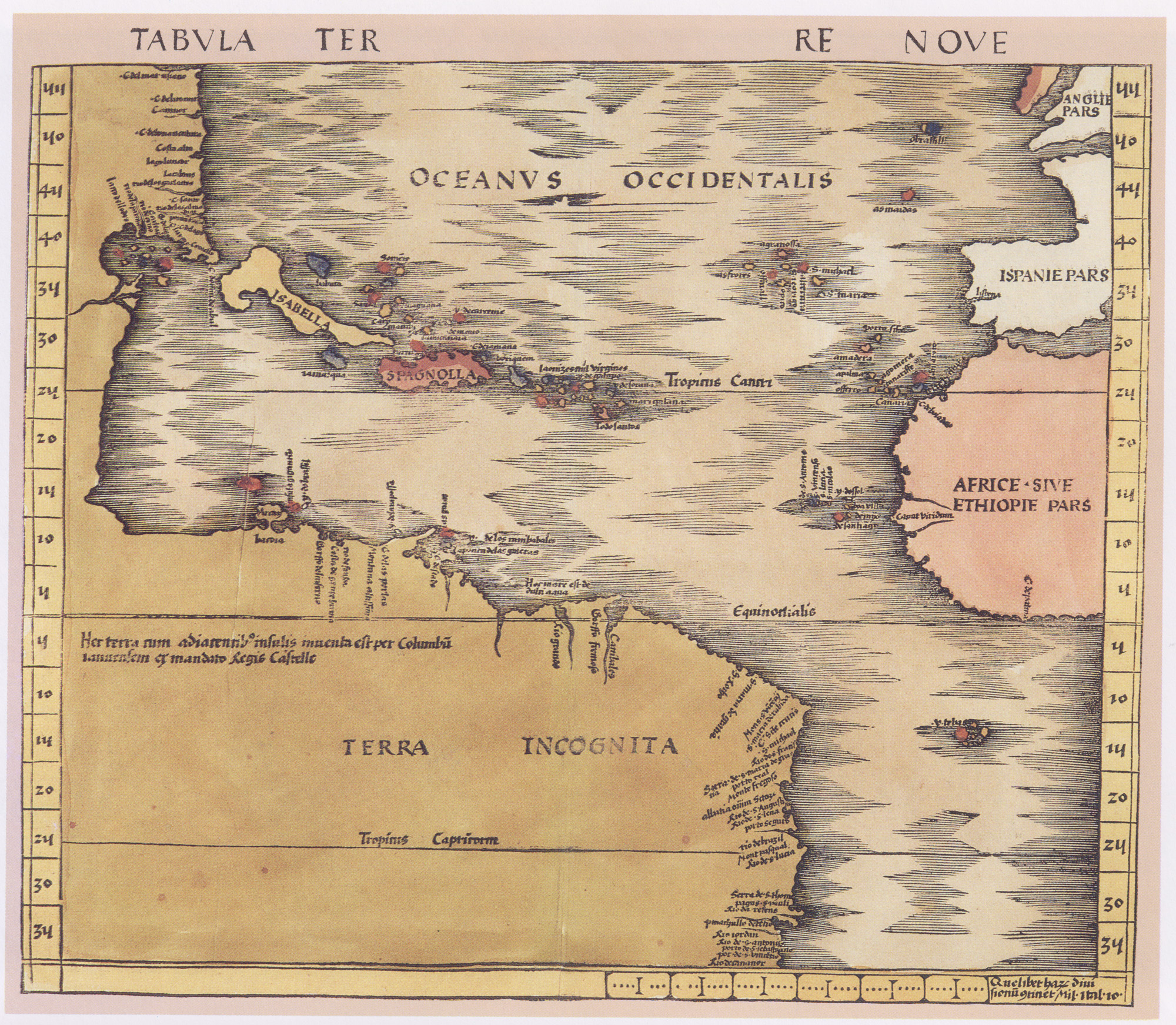
Tabula Terre Nove.

Tabula Terre Nove (Carta delle nuove terre) è il titolo di una carta geografica disegnata da Martin Waldseemüller verso il 1508 e pubblicata nel 1513. È la prima carta specificatamente dedicata al Nuovo Mondo mai pubblicata in un atlante.

## Descrizione
La carta consiste in una stampa a colori di 38 × 49 centimetri. I bordi sinistro e destro contengono una scala di latitudine, graduata tra 34 gradi sud e 44 gradi nord. Il titolo TABVLA TER~RE NOVE appare in due parti sotto il bordo superiore. Una scala in miglia italiane è presente nell'angolo destro del bordo inferiore.
Diversamente dal planisfero di Waldseemüller, questa carta non designa affatto l'America del Sud come America, ma semplicemente come Terra incognita, con la spiegazione: «questa terra e le isole adiacenti furono scoperte da Colombo il genovese su commissione del re di Castiglia». Inoltre, nell'America del Nord non compare più la dicitura Parias: questo territorio, scoperto da Americus Vesputii il 5 luglio del 1497 (Patrizia Licini, Edizioni Pancallo, Locri, 2011).
Sulla costa brasiliana, la dicitura Abbatia omnium Sanctorum (abbazia di tutti i santi) è un esplicito riferimento alle indicazioni sottoscritte da Americo Vespucci nelle quali, per la prima volta durante il suo quarto viaggio, impone nel 1503 a questi litorali il toponimo di Abbazia di Ognissanti. Un chiaro rimando a quel luogo fiorentino dai profondi richiami al culto mariano, a cui il navigatore fiorentino è fortemente legato (Cappella Vespucci).Toponimo questo che troviamo citato dallo stesso Americo, nella Quarta Navigazione all'interno del libro " Cosmographiae introductio", opera pubblicata il 25 aprile del 1507 con autorizzazione del presule di San Deodato (Lotharingia.) Stessa dicitura che vediamo comparire anche nel planisfero di Ruysch stampato appositamente per Papa Giulio II nel 1508. (Diego Baratono, Claudio Piani, "Della Misericordia di Dio è piena la Terra" l'agnizione del Nuovo Mondo, L'Universo, Speciale America, maggio-giugno, 2016, Istituto Geografico Militare, Firenze).
Sono state rappresentate la maggior parte delle isole delle Antille, tra cui Isabella (Cuba), Iamaiqua (Giamaica), Spagnolla (Hispaniola), Ia. onzes mil virgines (le isole Vergini) o Marigalana (Marie-Galante). Cuba è raffigurata con il «gancio» a sud-ovest caratteristico delle carte dell'epoca.
La rappresentazione delle coste dell'America centrale e dell'America del Nord resta ammantata dal mistero. In particolare, la penisola a nord-ovest di Isabella non è determinata con accuratezza. Anche se la Florida sembrerebbe essere la risposta più evidente (e la più comunemente accettata), bisogna ricordare che essa è stata scoperta ufficialmente nel 1513 da Ponce de León. Anche altre carte più antiche, come il planisfero di Cantino, rappresentano una penisola nella stessa posizione. Un'altra ipotesi è che si tratti dell'Asia: altre carte dell'epoca come il planisfero di Ruysch fondono esplicitamente le coste dell'America del Nord al continente asiatico. Lo stesso Waldseemüller mostra i continenti come separati nel suo planisfero del 1508, ma uniti insieme in una carta del 1516, nella quale l'America del Nord viene rappresentata come Terra de Cuba Asie Partis (Terra di Cuba, parte dell'Asia), secondo la convinzione di Colombo. Thomas Suárez riferisce che, in una bozza di Tabula Terre Nove, Cuba era unita alla «Florida».

## Storia
Il titolo completo della carta, riportato nell'indice del Tolomeo del 1513, è Carta marina, chiamata anche idrografia, redatta sulla base di navigazioni molto accurate effettuate da un ex ammiraglio del serenissimo re del Portogallo Ferdinando, poi da altri esploratori: elaborata con il patrocinio di Renato, illustrissimo duca di Lorena, attualmente deceduto. Il riferimento a Ferdinando come re del Portogallo e non di Castiglia è certamente una semplice svista. Renato II di Lorena morì nel 1508; se la carta venne eseguita su sua richiesta essa è quindi anteriore a questa data. Secondo Henry Harrisse, essa è stata disegnata a partire da una carta portoghese arrivata in mano al duca Renato nel 1504. L'«ex ammiraglio» menzionato nel titolo è probabilmente Cristoforo Colombo, «ammiraglio del mare Oceano». Come tale, la carta viene spesso soprannominata carta dell'Ammiraglio nella letteratura cartografica.
La carta portoghese possiede indubbiamente molti punti in comune con il planisfero di Cantino, come indica la presenza di numerosi toponimi comuni.